# Йорг Щайнер
Йорг Щайнер (на немски: Jörg Steiner) е швейцарски писател, автор на романи и разкази.

## Биография
Йорг Щайнер е роден в семейството на строителен техник. Обучава се за аптекарски помощник, но прекъсва и посещава педагогически семинер в Берн. След завършването му работи като учител в дом за проблемни деца в Аарванген, а после до 1971 г. като начален учител в Бил и Нидау.
Многократно прекъсва работата си и предприема продължителни пътувания и пребивавания в чужбина, между другото във Франция, Испания, САЩ и Източна Африка. През 1971-1972 г. е стипендиант в Базелския театър.
От 1972 до 1978 г. Щайнер е градски съветник в родния си град Бил.
В своите произведения Йорг Щайнер – изхождайки от личния си опит през младежките години и работата си като учител – описва най-често проблемите на социалните аутсайдери.
След 1960 г. Щайнер е член на Съюза на бернските писатели, а от 1970 г. – и на Съюза на немските писатели.
Йорг Щайнер умира от рак
през 2013 г.

## Награди и отличия
- 1967: Charles-Veillon-Preis
- 1969: „Литературна награда на Берн“
- 1976: Grosser Literaturpreis des Kantons Bern
- 1982: Gustav-Heinemann-Friedenspreis
- 1990: „Немска награда за детско-юношеска литература“
- 1994: „Награда Ерих Фрид“
- 1995: „Награда на Швейцарска Фондация „Шилер““ за цялостно творчество
- 1997/1998: Stadtschreiber von Bergen
- 1998: „Берлинска литературна награда“
- 2001: „Награда Ханс Ерих Носак“
- 2002: „Награда Макс Фриш“